# Pityopus californicus
Pityopus californicus là một loài thực vật có hoa trong họ Thạch nam. Loài này được (Eastw.) Copel. miêu tả khoa học đầu tiên năm 1935.